# Alfred Gilpin Jones
Alfred Gilpin Jones, né le 28 septembre 1824 et mort le 15 mars 1906 est un homme d'affaires canadien, homme politique et Lieutenant-gouverneur de la Nouvelle-Écosse.

## Biographie
Alfred Gilpin Jones naît le 28 septembre 1824 à Weymouth. Il est le fils de Guy Carleton Jones et de Frances Jones.
Il meurt le 15 mars 1906 à Halifax, au Canada.